# Cytherelloidea indica
Cytherelloidea indica is een mosselkreeftjessoort uit de familie van de Cytherellidae. De wetenschappelijke naam van de soort is voor het eerst geldig gepubliceerd in 1940 door LeRoy.